# Samuel Peal
Samuel Peal, né en 1754 et mort en 1818, était un industriel anglais, qui fut le premier à utiliser l'hévéa naturel pour le mélanger à de la térébenthine et fabriquer des revêtements imperméables pour les vêtements et chaussures.

## Biographie
Samuel Peal, né en 1754, venait d’une famille de cordonniers originaire de Cockermouth en Cumbrie, qui s’installa à Wirksworth vers 1669. En 1791 Samuel déposa un brevet pour imperméabiliser le cuir et différents tissus à l’aide d’un revêtement en caoutchouc, produit tiré de l'hévéa naturel, mélangé à de la térébenthine. Son invention ne fut cependant pas couronnée immédiatement de succès et en 1793, il fit faillite. 
Son procédé devenant très populaire, il s’installa cependant à Londres, où il eut bientôt plusieurs adresses commerciales pour la société Peal and Co, qui présenta ses produits lors de l'exposition universelle de 1851. Connu comme un grand bottier londonien, Peal and Co racheta en 1953 son confrère Bartley and Son.
La société cessa son activité en 1965, après un problème de succession, et vendit sa marque à Brooks Brothers, chemisier à  New York, qui produit toujours une ligne de chaussures haut-de-gamme nommée « Peal banner ».
Un quart de siècle après le brevet de Peal, en 1823, le chimiste écossais Charles Macintosh (1766-1843) découvrit le procédé d’imperméabilisation des tissus par dissolution du caoutchouc dans un solvant (du naphte porté à ébullition), ce qui permit de confectionner les premiers imperméables. La matière brevetée prit le nom de son inventeur et devint même en Grande-Bretagne synonyme du mot « imperméable ».